# Edward Fred Knipling
Les deux entomologistes américains, le Dr Edward Fred Knipling (20 mars 1909 - 17 mars 2000) et le Dr Raymond C. Bushland (1910 - 1995), ont mis au point la technique de l'élevage de mâles stériles dans les années 1950 et conjointement pour leurs travaux, ils reçurent le prix mondial de l'alimentation en 1992.
Knipling fut aussi lauréat avec Nick Holonyak, Jr. du prix Japonais en 1995.